# تل أبو الهوام

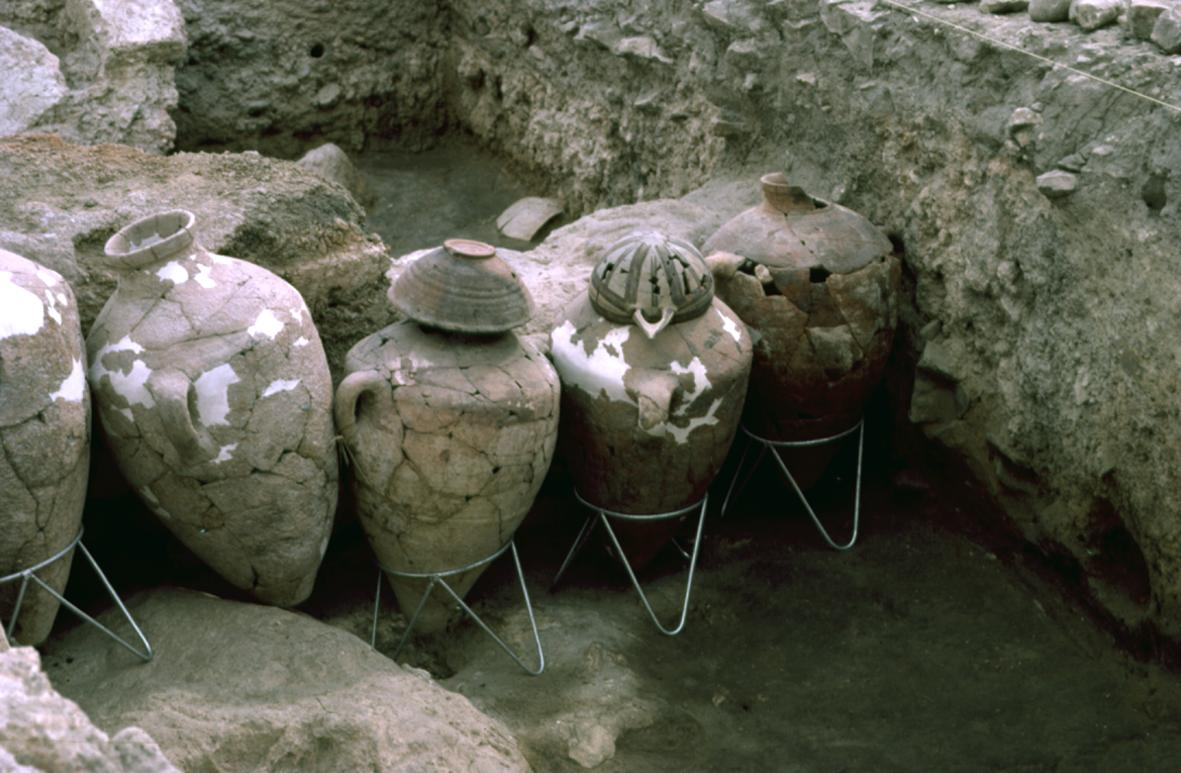
جرار مستخرجة من موقع تل أبو الهوام

تل أبو الهوام هي مدينة صغيرة أُسست في العصر البرونزي المتأخر (القرن الرابع عشر قبل الميلاد) في موقع مدينة حيفا اليوم. وصف الجغرافي سكيلاس من القرن السادس قبل الميلاد المدينة بأنها تقع «بين الخليج ورعن زيوس (جبل الكرمل اليوم)». تواجدت المدينة كمدينة ميناء وقرية صيد، وانتقلت جنوبًا من الموقع ما هو الآن حي بات غاليم. في نهاية المطاف توسعت المدينة إلى ما هو الآن مدينة حيفا.
‌